# ديان كيتون
ديان كيتون (بالإنجليزية: Diane Keaton)‏ ممثلة أمريكية من مواليد 5 يناير 1946، حاصلة على جائزة الأوسكار 1977 كأفضل ممثلة عن دورها في فيلم آني هال وبنفس الدور حصلت على جائزة البافتا 1977 وجائزة الغولدن غلوب 1978، كما حصلت على الغولدن غلوب في 2004 لأفضل ممثلة في فيلم كوميدي أو موسيقي عن دورها في فيلم Something's Gotta Give.

## الأعمال

### أفلام
- أحباء وغرباء آخرون (1970)
- العراب (1972)
- نائم (1973)
- العراب: الجزء الثاني (1974)
- الحب والموت (1975)
- آني هال (1977)
- مانهاتن (1979)
- ريدز (1981)
- فتاة الطبال الصغير (1984)
- راديو دايز (1987)
- العراب: الجزء الثالث (1990)
- لغز جريمة قتل مانهاتن (1993)
- نادي الزوجات الأولى (1996)
- غرفة مارفن (1996)
- جنون المال (2008)
- مجد الصباح (2010)
- الزفاف الكبير (2013)
- حب عائلة كوبر (2015)
- البحث عن دوري (2016)
- نادي الكتاب (2018)
- ماك وريتا (2022)
- نادي الكتاب: الفصل التالي (2023)

## وصلات خارجية
- الموقع الرسمي
- دايان كيتون على موقع IMDb (الإنجليزية)
- دايان كيتون على موقع الموسوعة البريطانية (الإنجليزية)
- دايان كيتون على موقع روتن توميتوز (الإنجليزية)
- دايان كيتون على موقع مونزينجر (الألمانية)
- دايان كيتون على موقع ألو سيني (الفرنسية)
- دايان كيتون على موقع ميوزك برينز (الإنجليزية)
- دايان كيتون على موقع تيرنر كلاسيك موفيز (الإنجليزية)
- دايان كيتون على موقع أول موفي (الإنجليزية)
- دايان كيتون على موقع بوكس أوفيس موجو (الإنجليزية)
- دايان كيتون على موقع قاعدة بيانات برودواي على الإنترنت (الإنجليزية)
- ديان كيتون at the Internet Off-Broadway Database
- Diane Keaton at الطماطم الفاسدة
- Diane Keaton's blog on The Huffington Post
- "Diane Keaton interview". 2 ديسمبر 2003. مؤرشف من الأصل في 2007-10-13.